# World Science Forum
Das World Science Forum (WSF, deutsch: Weltwissenschaftsforum) ist die weltgrößte internationale Konferenzreihe zur globalen Wissenschaftspolitik. Sie findet seit 2003 alle zwei Jahre in der ungarischen Hauptstadt Budapest statt und wird organisiert von der Ungarischen Akademie der Wissenschaften in Zusammenarbeit mit der UNESCO, der Europäischen Kommission und dem Internationalen Wissenschaftsrat (ICSU).

## Selbstverständnis
Das WSF sieht sich im Wissenschaftsbereich als das künftige Äquivalent zum jährlichen Weltwirtschaftsforum (World Economic Forum) im schweizerischen Davos, als „das Davos der Wissenschaft“. Die Notwendigkeit eines solchen Forums wird damit begründet, dass Wissenschaft und Wissen heute nicht mehr primär der Befriedigung der Neugier einzelner Forscher diene, sondern unverzichtbarer Bestandteil für das moderne Alltagsleben, die künftige Entwicklung der menschlichen Gesellschaft, ihrer Lebensqualität und den Erhalt der natürlichen Lebensgrundlagen geworden sei und weil das Verhältnis von Wissenschaft und Wissen zur Gesellschaft vor grundlegend neuen Fragestellungen und Herausforderungen stünden. Analog zum Weltwirtschaftsforum von Davos sieht sich das Weltwissenschaftsforum in Budapest als der Ort, an dem global bedeutende Forschungsnationen und -unternehmen einen Dialog mit der Wissenschaft über die wichtigsten Fragen künftiger weltweiter Wissenschaftspolitik, die künftige Rolle der Wissenschaft in der Gesellschaft führen können. Weiteres Ziel des WSF ist, die Vermittlung von Wissenschaft in der Öffentlichkeit generell zu fördern und im Besonderen die Einsicht in die Notwendigkeit wissenschaftlicher Beratung bei politischen und wirtschaftlichen Entscheidungsprozessen.

## Geschichte
Ursprung des WSF war die 1999 von der UNESCO und dem ICSU organisierte World Conference on Science (Weltwissenschaftskonferenz) in Budapest, an der über 2000 Delegierte aus 186 Ländern teilnahmen. Auf dieser Konferenz  unter dem Motto „Wissenschaft für das 21. Jahrhundert – eine neue Verpflichtung“ wurde eine Prinzipienerklärung (Declaration on Science and the Use of Scientific Knowledge, deutsch: Erklärung über die Wissenschaft und die Anwendung wissenschaftlicher Kenntnisse) und ein Aktionsplan (Science Agenda - Framework for Action, deutsch: Agenda für die Wissenschaft) beschlossen.
Die erste Zusammenkunft unter der Bezeichnung World Science Forum fand 2003 statt. Bisherige Themen:
- 2003: Knowledge and Society (Wissen und Gesellschaft)
- 2005: Knowledge, Ethics and Responsibility (Wissen, Ethik und Verantwortung)
- 2007: Investing in Knowledge: Investing in the Future (Investieren in Wissen: Investieren in die Zukunft); auf diesem Forum wurde das International Panel for Sustainable Resource Management, eine internationale wissenschaftliche Einrichtung unter dem Dach des UN-Umweltprogramms, gegründet
- 2009: Knowledge and Future (Wissen und Zukunft)
- 2011: The changing landscape of science: Challenges and opportunities (Wandel der Wissenschaftslandschaft: Herausforderungen und Chancen); erstmals wurde auf diesem Forum eine gemeinsame Deklaration verabschiedet: Declaration on a New Era of Global Science[4]